# Turecká (geomorfologický podcelek)
Turecká je geomorfologický podcelek Revúcké vrchoviny. Nachází se v její jihovýchodní části a nejvyšší vrchol Turecká dosahuje 953 m n. m. Ve východní části leží část Slanské podolie.

## Polohopis

### Vymezení
Podcelek leží v jihovýchodní části Revúcké vrchoviny, na severozápadním okraji Rožňavy. Východním směrem leží Volovské vrchy s podcelku Zlatý stôl, severním a západním směrem pokračuje krajinný celek podcelky Dobšinské predhorie a Hrádok. Na jihozápadě na krátkém úseku sousedí Plešivecká planina a jižním směrem krajina klesá do Rožňavské kotliny. 

## Vybrané vrcholy
- Turecká (953 m n. m.) - nejvyšší vrchol podcelku
- Ivaďov (821 m n. m.)
- Repisko (796 m n. m.)

## Turismus
Ze sedla Filipka vede touto částí pohoří zeleně značený Chodník Pavla Jozefa Šafárika, který směřuje do Rožňavy. Z Rožňavy do Betliara vede  žlutě značený turistický chodník. Turisticky atraktivní jsou opuštěná důlní díla, která se zachovala ve více lokalitách v okolí Rožňavy, jakož i rozhledna na vrchu Turecká. 

## Doprava
Východním okrajem vede údolím Slané silnice I / 67 ( Rožňava - Poprad ), jakož i železniční trať Rožňava - Dobšiná.